# Madonna col Bambino in gloria e i santi Lupo, Esteria, Grata, Caterina d'Alessandria, Scolastica, Benedetto e Lorenzo
La Madonna col Bambino in gloria e i santi Lupo, Esteria, Grata, Caterina d'Alessandria, Scolastica, Benedetto e Lorenzo è un dipinto olio su tela realizzato da Enea Salmeggia nel 1623,conservato come pala d'altare della chiesa di Santa Grata in Columnellis di via Arena a Bergamo.

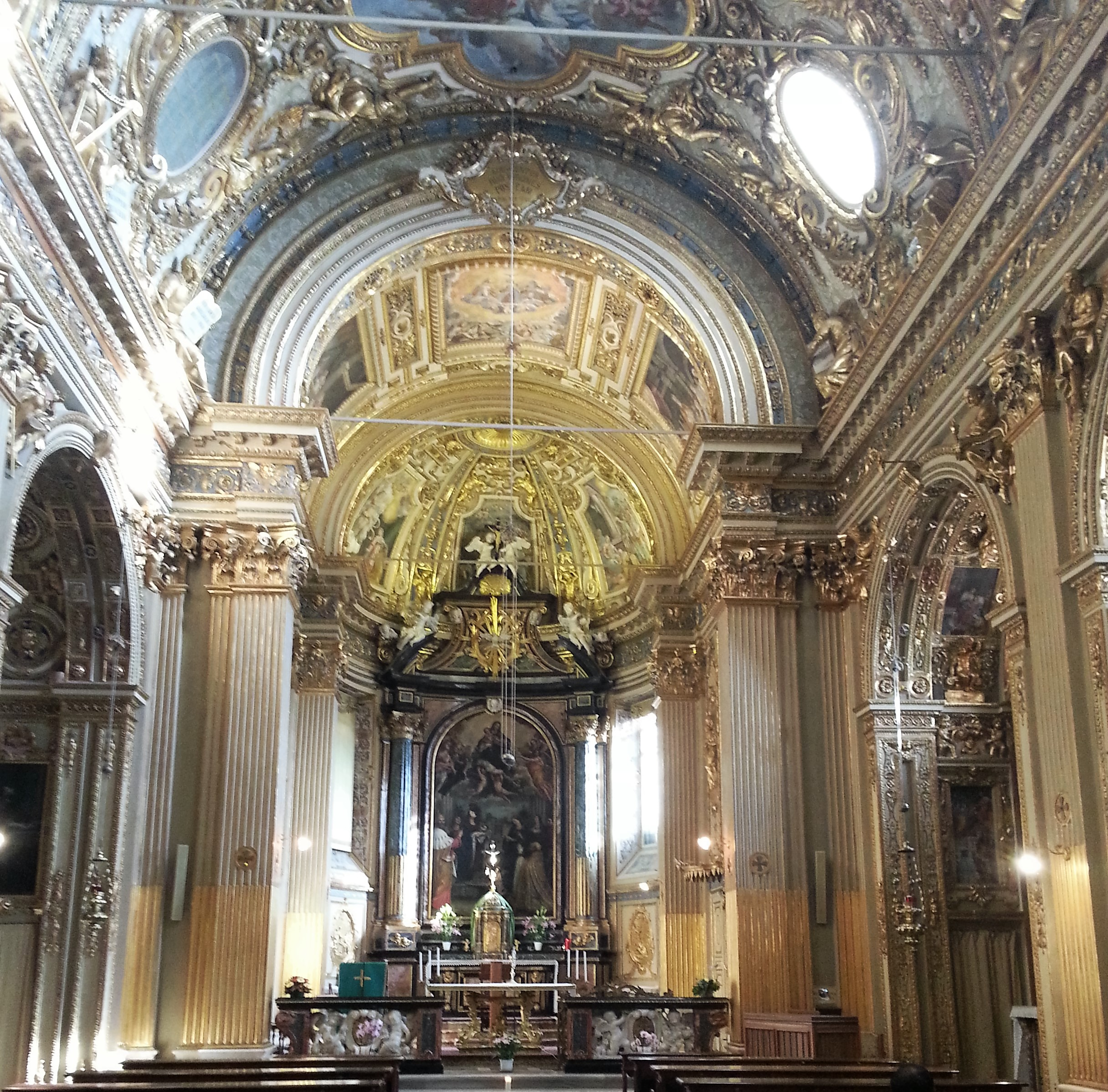
Presbiterio e pala d'altare con il dipinto di Enea Salmeggia

## Storia e descrizione
(Vescovo di Bergamo – Federico Corner relazione della visita pastorale del 1624)
La maestosa tela è posta come pala inserita nell'altare maggiore marmoreo opera di Andrea Manni e Filippo Alessandri della prima metà del Settecento, ed è firmata AENEAS SALMETIA F./MDCXXIII. Il dipinto fu realizzato dal pittore nembrese e offerto come dote per la figlia che entrava come monaca claustrale dell'ordine benedettino del monastero.
Il 4 marzo 1611 la tela fu portata a Milano presso la pinacoteca di Brera dove fu oggetto di restauro e nuovo federato da parte del restauratore Appiani di Monza nel 1813. nel 1816 le monache benedettine chiesero la restituzione del dipinto in occasione della visita a Bergamo di Francesco Giuseppe I d'Austria, tela che fece il suo ritorno a Bergamo il 20 maggio del medesimo anno, ma il dipinto presentava alcune problematiche, forse per un restauro mal eseguito, fu quindi incaricato il restauratore Borsetti a un successivo restauro.
La tela racchiude in due colonne tutta la scena. La Madonna, posta su di un trono di nuvole, è raffigurata nel dipinto con i tratti regali di chi sa di essere la regina dell'universo pur mantenendo una bellezza semplice che potrebbe essere di molte donne e mamme. Questa sostiene tra le braccia il Bambino, nel gesto di volerlo presentare al mondo. L'immagine della Vergine viene ripresa due anni dopo nel dipinto Madonna col Bambino e i santi Gregorio Magno e Carlo Borromeo della chiesa di San Gregorio di Gromo. Intorno a loro un volo di angeli musici festanti. Il catafratto del piviale ripropone sant'Ambrogio raffigurato nella tela Madonna in gloria col Bambino e i santi Ambrogio e Carlo Borromeo conservata al Castello Sforzesco.
Il Bambino pare sfuggirle dalle braccia.  Sulla parte inferiore della tela sono raffigurati i santi che hanno un legame particolare con la chiesa, tra sul lato sinistro, Lupo e Esteria genitore e serva della santa, colei che la aiutò a portare il corpo martire di sant'Alessandro, e quattro su quello destro: santa Caterina d'Alessandria, santa Scolastica sorella di san Benedetto, la chiesa è infatti gestita dalle monache dell'ordine benedettino, e Lorenzo. Un piccolo angioletto è raffigurato nell'atto di reggere un plastico dove si vede la città di Bergamo di cui la santa è patrona.
Tra i santi vi è la raffigurazione del luogo dove il santo fu martirizzato proponendo uno scorcio di quella che era la parte bassa della città di Bergamo.
Secondo lo storico Pasino Locatelli l'artista si sarebbe ritratto nell'opera. ma il dipinto fu oggetto d'attenzione di tutti gli storici. Il Tassi lo descrive cogliendo la marcatura raffaellesca dell'opera, e nella raffigurazione di san Benedetto genuflesso in primo piano vi è la dichiarata conoscenza delle opere del Tiziano. Nonché assonanza al Campi nei dipinti della chiesa di San Sigismondo di Cremona.